# Зівех (Урмія)
Зівех (перс. زيوه) — село в Ірані, входить до складу дехестану Дул у Центральному бахші шахрестану Урмія провінції Західний Азербайджан.